# Laboratoire Kastler-Brossel
 (mai 2013).
Si vous disposez d'ouvrages ou d'articles de référence ou si vous connaissez des sites web de qualité traitant du thème abordé ici, merci de compléter l'article en donnant les références utiles à sa vérifiabilité et en les liant à la section « Notes et références ».
Le laboratoire Kastler-Brossel (ou LKB) est un laboratoire de recherche multidisciplinaire français, spécialisé en physique fondamentale des systèmes quantiques. Fondé en 1951 par Alfred Kastler et Jean Brossel, il accueille notamment Claude Cohen-Tannoudji, Serge Haroche et Jean Dalibard. En 2021, il compte environ 180 membres.

## Historique
Le laboratoire est fondé en 1951 par Alfred Kastler (médaille d’or du CNRS en 1964, prix Nobel de physique en 1966) et Jean Brossel (médaille d’or du CNRS en 1984) sur le thème de l’interaction entre la lumière et la matière. Il porte alors le nom de « Laboratoire de spectroscopie hertzienne de l'École normale supérieure » et est localisé au Département de physique de l’ENS. Il devient laboratoire associé au CNRS le 1er janvier 1966, avec la soixantaine de laboratoires à bénéficier, les premiers, de ce nouveau statut.
En 1967, un second site ouvre sur le campus de Jussieu.
En 1994, le laboratoire change de nom pour devenir « Laboratoire Kastler-Brossel » (LKB), en hommage à ses deux fondateurs dont les travaux sur le pompage optique font partie de la culture du laboratoire et sont à l'origine, sous une forme ou une autre, d'une grande partie des recherches menées aujourd'hui au LKB.
Le laboratoire Kastler-Brossel est devenu un des acteurs majeurs[non neutre] de la physique fondamentale des systèmes quantiques dans le monde. C'est aujourd'hui une unité mixte de recherche dont les tutelles sont le CNRS, l’École normale supérieure, Sorbonne Université  et le Collège de France.

## Activité
Multidisciplinaire, le Laboratoire Kastler Brossel conduit des recherches qui couvrent un vaste domaine d’activité, depuis la physique fondamentale jusqu’aux applications à la biologie et à la médecine. Toutes ces activités sont fortement reliées à la maîtrise par le laboratoire de l’interaction matière-rayonnement au niveau quantique.
Atomes froids
Le développement spectaculaire des techniques de manipulation et de refroidissement d’atomes par des champs électromagnétiques (pour lesquelles Claude Cohen-Tannoudji du LKB a partagé le prix Nobel en 1997) a conduit à l’émergence d’un nouveau domaine : les gaz quantiques. Le laboratoire développe également la technologie des puces à atomes avec la perspective de progrès en physique fondamentale et d’applications potentielles utilisant ces technologies.
Information et optique quantique
Le LKB s’intéresse à différents aspects liés aux concepts fondamentaux de la mécanique quantique et aux conséquences des fluctuations quantiques, étudiant l’intrication et la décohérence, la génération d’états non classiques, les limites de la mesure et leurs applications.
Atomes dans des milieux denses ou complexes
Les atomes et le rayonnement constituent une sonde efficace de la matière dense. Les chercheurs du LKB les utilisent par exemple pour vérifier l’existence de l’état supersolide de l’hélium ou pour étudier des fluides hyperpolarisés.
Interface Physique–Biologie–Médecine
En étroite collaboration avec des laboratoires de biologie et des services de médecine, le LKB développe de nouvelles méthodes de détection et d’imagerie (imagerie optique et par résonance magnétique) en les appliquant à l’étude de processus biologiques.
Tests des théories fondamentales
Le laboratoire a aussi une activité importante dans le domaine de la mesure des constantes fondamentales et de tests des théories physiques fondamentales (électrodynamique quantique, gravitation, interaction forte). Il détient des records de précision dans la mesure de certaines constantes fondamentales. Le LKB est aussi leader dans la mission PHARAO/ACES1 qui enverra dans l’espace une horloge à atomes froids d’une précision inégalée pour tester les équations d’Einstein de décalage gravitationnel des fréquences.
Les travaux réalisés au LKB ont été à l’origine de plusieurs startups ,,. D’autre part, une de ses équipes est membre d’un institut Carnot2 sur les nano-technologies et démontre que des développements théoriques sur l’effet Casimir (force due à l’énergie du vide) influencent directement des recherches à visées technologiques[réf. nécessaire].

## Directeur et anciens directeurs
- 1951-1972: Alfred Kastler et Jean Brossel
- 1972-1984: Jean Brossel
- 1984-1994: Jacques Dupont-Roc
- 1994-1999: Michèle Leduc
- 1999-2000: Elisabeth Giacobino
- 2000-2006: Franck Laloë
- 2006-2012: Paul Indelicato
- 2012-2024: Antoine Heidmann
- Depuis 2025 : Nicolas Treps

## Prix et distinctions
Le laboratoire Kastler-Brossel compte ou a compté parmi ses membres :
- 4 prix Nobel de physique : Alfred Kastler (1966), Claude Cohen-Tannoudji (1997), Serge Haroche (2012), Alain Aspect (2022)
- 6 médailles d'or du CNRS : Alfred Kastler (1964), Jean Brossel (1984), Claude Cohen-Tannoudji (1996), Serge Haroche (2009), Jean Dalibard (2021), Alain Aspect (2005)
- 7 membres de l'Académie des sciences : Alfred Kastler, Jean Brossel, Claude Cohen-Tannoudji, Serge Haroche, Marie-Anne Bouchiat, Jean Dalibard, Christophe Salomon
- 4 membres de l'Académie des technologies : Alain Aspect, Bernard Decomps, Marc Himbert, Jean-Claude Lehmann
- 3 professeurs au Collège de France : Claude Cohen-Tannoudji (1973), Serge Haroche (2001), Jean Dalibard (2013)
- 2 médailles d'argent du CNRS : Jean-Claude Lehmann (1978), Astrid Lambrecht (2013)
- 1 médaille de bronze du CNRS : Valentina Parigi (2020)
- 1 médaille de la médiation scientifique du CNRS : Jean-Michel Courty (2021)